# Craie

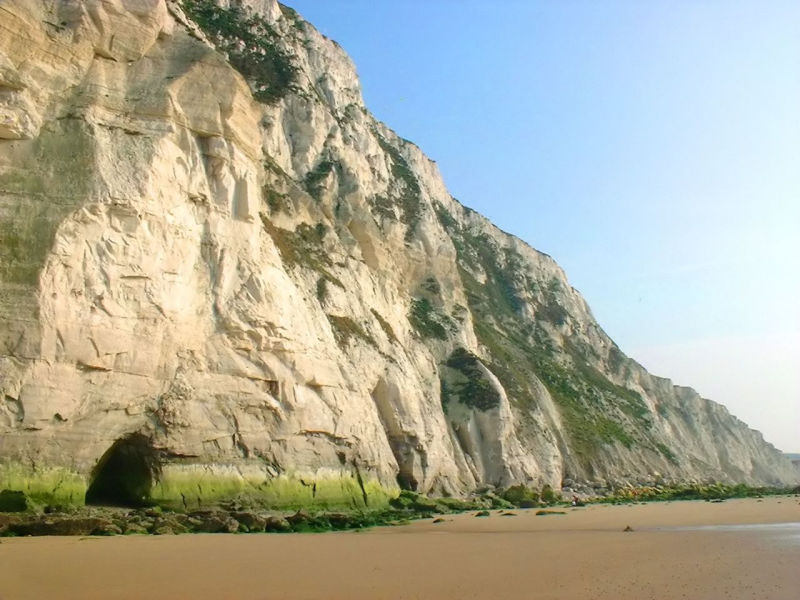
Falaises du cap Blanc-Nez (Pas-de-Calais, France).

La craie est une roche sédimentaire calcaire blanche marine de type biomicrite, de texture mudstone à packstone, à grain généralement très fin, tendre, marquante, poreuse et perméable, et assez pure contenant presque exclusivement du carbonate de calcium CaCO3 (90 % ou plus) et un peu d'argile. Formée dans des mers chaudes et peu profondes, elle est constituée essentiellement par l'accumulation de minuscules particules de squelettes d'algues planctoniques (surtout des coccolithes), auxquelles s’ajoutent en quantité variable des fragments d'inocérames, d'échinodermes ou de bryozoaires, ainsi que des foraminifères. Les principales accumulations de craie en Europe datent du Crétacé, période géologique à laquelle la craie a donné son nom.
La craie est un calcaire souvent très pur, elle peut cependant être marneuse (lorsque le taux d'argile atteint des proportions plus élevées), glauconieuse (si elle contient de la glauconie), dolomitique (si elle contient des recristallisations de dolomite comme dans la craie de Vernon), à silex, etc. La craie contient fréquemment des niveaux de silex interstratifiés.
Le tuffeau est de la craie micacée ou sableuse à grain fin, de couleur blanche ou crème parfois jaunâtre, contenant quelques paillettes de mica blanc (muscovite).

## Origine et formation

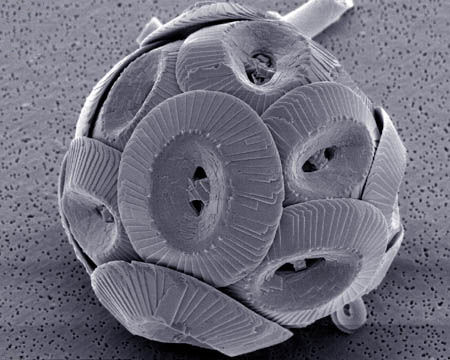
Coquille de Coccolithus pelagicus, une espèce actuelle de coccolithophoridé de l'Atlantique, les plaques dont cette coquille est constituée sont les coccolithes.

La craie s'est formée, et continue à se former, dans des mers de profondeur moyenne (300 m environ ou moins, tels que les plateaux continentaux ou les bassins sédimentaires, notamment lors des niveaux marins globalement élevés), sous climat chaud. Une intense activité du phytoplancton provoque la sédimentation d'une boue micritique (constituée de débris microscopiques, entre 0,1 et 10 µm) de squelettes calciques issus des microorganismes marins. Ce sont essentiellement des coccolithes, plaques provenant des coquilles des coccolithophores, qui constituent la craie. Les coccolithes proviennent des mues, de la dissociation du squelette calcique à la mort des individus, ainsi que des pelotes fécales issus des déjections des Copépodes qui ont consommé les coccolithophores. On y trouve aussi des foraminifères planctoniques et des spicules d'éponges. On peut y trouver aussi quelques macro-fossiles d'organismes marins comme des petits coquillages, mais aussi des coquilles d'oursins, des rostres de bélemnite, des ammonites et plus rarement des poissons et des reptiles marins.
La craie est un calcaire à cimentation modérée et qui n'a pas subi de compression ou déformation très importante au cours des temps géologiques après sa formation. Les formations de craie sont connues seulement du Mésozoïque (à partir de —250 Ma) mais tout particulièrement au Crétacé, époque à laquelle la craie a donné son nom. À ce titre, la craie est comme tous les calcaires le produit d'un ancien puits de carbone géologique, et elle joue aussi un rôle important pour le cycle du calcium. Au cours du Crétacé supérieur (entre -100 et -65 millions d'années), d'importantes couches de craie se sont déposées sur l'actuel Bassin parisien qui était alors une mer intérieure sous climat tropical.
Actuellement, il existe toujours des plateformes carbonatées actives au sens d'une productivité de sédiment précurseur d'une craie ; c'est le cas notamment des bancs des Bahamas.

## Pétrographie
La craie typique correspond à un calcaire généralement blanc, moyennement dense et compact, poreuse (10 à 40 % de porosité totale mais rarement plus de 1 % de porosité efficace). Les fossiles de grande taille entiers ou en débris (spicules de silicisponges (en), fragments de bryozoaires, prismes d'inocérames), forment une partie non négligeable à laquelle s'associent de nombreux microfossiles (ostracodes, foraminifères) et de nanofossiles (Nannoconus, coccosphères et coccolithes).
Elle ne montre pas normalement de stratification évidente, sauf lorsque cette dernière est soulignée par des nodules de silex.
La friabilité et la porosité de la craie sont liées à la faible quantité de calcite qui cimente les coccolithes jointifs, entiers ou brisés (en moyenne 40 % du volume est occupé par les vides). Ces deux propriétés impliquent aussi que la roche est gélive.
Au point de vue pétrophysique, sa forte porosité (réseau dense de pores généralement de 1 à 5 µm) associé à une faible perméabilité font que la craie constitue une roche-réservoir de première importance en termes de ressource en eau, mais aussi d'hydrocarbures (gaz, pétrole), notamment en Europe septentrionale et occidentale.

## Utilisations

### Pierre à bâtir
La craie a été exploitée à grande échelle pour produire des pierres de taille, servant à la construction des villes et de nombreux et prestigieux monuments du nord de la France, dans une grande partie des Hauts-de-France et dans la moitié nord-est de la Normandie, et ce depuis l'époque gallo-romaine.
La craie est une roche blanche, tendre, assez légère, avec un grain fin et homogène. Elle est très facile à travailler, à scier et à sculpter. Elle autorise ainsi beaucoup de fantaisies et elle encourage les structures et les sculptures les plus élaborées et aériennes de l'art gothique de ces régions. Son usage fut poussé jusqu'aux dernières limites de ses possibilités techniques. Les carriers ont assez souvent su sélectionner les bancs les plus durs et de bonne qualité pour la construction. Mais cette pierre étant ordinairement plus fragile et très peu résistante face à l'érosion, gélive, beaucoup de monuments ont dû payer un lourd tribut au temps lorsque la craie utilisée n'était pas d'assez bonne qualité.
Elle a servi au Moyen Âge pour l'architecture romane comme en témoignent encore les abbayes de Jumièges et de Boscherville, le Château Gaillard, et la collégiale Saint-Omer de Lillers. Mais c'est surtout avec l'architecture gothique que la craie a connu ses heures de gloire architecturale. Les monuments les plus notables sont les cathédrales de Beauvais et d'Amiens, mais aussi à Abbeville, Saint-Riquier, Saint-Quentin, Saint-Omer, Évreux, Vernon, les Andelys, Caudebec-en-Caux, les nombreuses églises de Rouen dont la cathédrale, ou encore les cathédrales gothiques disparues de Cambrai, Arras et Thérouane. La "pierre de Vernon" a été exportée jusqu'à Rouen, Paris et Chartres, où elle a surtout servi aux dentelles et sculptures les plus fines du gothique flamboyant. La "pierre d'Avesnes", des carrières souterraines des environs d'Avesnes-le-Sec, proches de l'Escaut, a également été exportée vers les Flandres et les Pays-Bas depuis le Moyen-Âge, en particulier pour la sculpture architecturale décorative, s'accordant bien avec la brique. La craie a encore été très utilisée pour l'architecture de la Renaissance et des périodes baroque et classique de ces régions, comme les maisons du centre-ville d'Arras ainsi que son abbaye Saint-Vaast, les maisons baroques et classiques et les églises de Lille (pierre des carrières d'Haubourdin et des catiches du sud de l’agglomération lilloise, situées dans une petite avancée des gisements de craie au sein de la plaine de Flandre), ainsi qu'à Cambrai dont l'actuelle cathédrale, les monuments du Cateau-Cambrésis, mais aussi pour les abbayes de Valloires, Saint-Amand-les-Eaux et du Bec-Hellouin.
Mais jugée trop fragile et altérable, la craie utilisée comme pierre à bâtir tombe en désuétude dans le nord de la France au cours du XIXe siècle, quand le développement du transport ferroviaire et fluvial a permis d'importer massivement le calcaire lutétien (la pierre typique de la région parisienne, issue des bassins carriers autour de Paris, notamment de l'Oise) dans ces régions, jugé plus résistant et plus noble pour la construction par rapport à la craie, considération renforcée par le centralisme parisien et l'exportation du modèle haussmannien, aux formes plus massives et exigeantes en gros blocs que ne peut fournir la craie. Les grands monuments et les nombreux immeubles de l’ère industrielle du Nord de la France utilisent donc le calcaire lutétien et non plus la craie, et dans la première moitié du XXe siècle l'usage du béton peint en blanc s'est même répandu comme vague imitation de la craie. C'est ainsi que le potentiel particulier et la connaissance des meilleures craies comme pierre à bâtir est tombé dans l’oubli, jusqu'à ce que les besoins d'authenticité sur les chantiers de restauration des monuments historiques aient conduit à la réouverture de quelques carrières.   

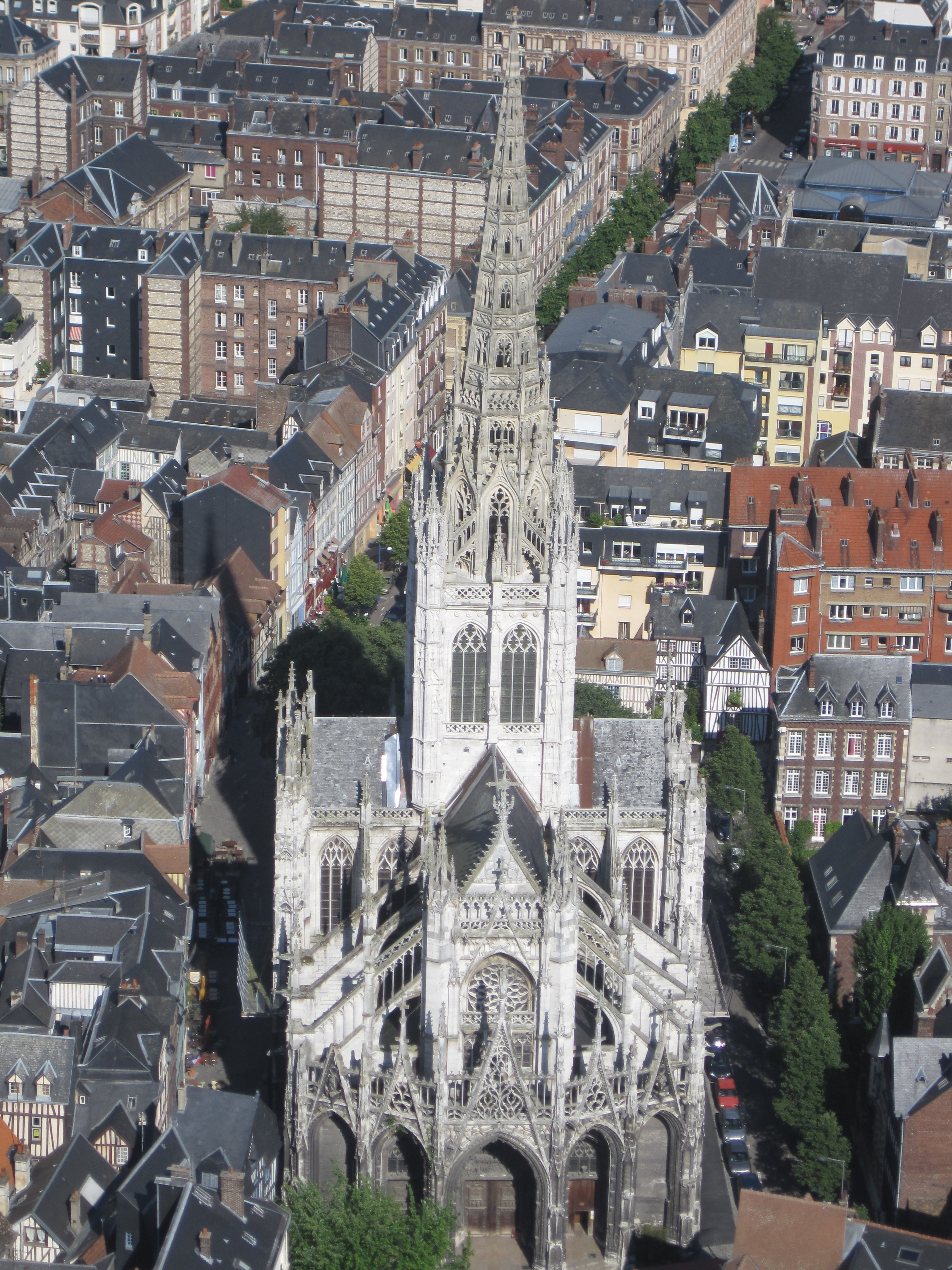
L'église Saint-Maclou de Rouen, une des nombreuses églises de Rouen construites en craie.
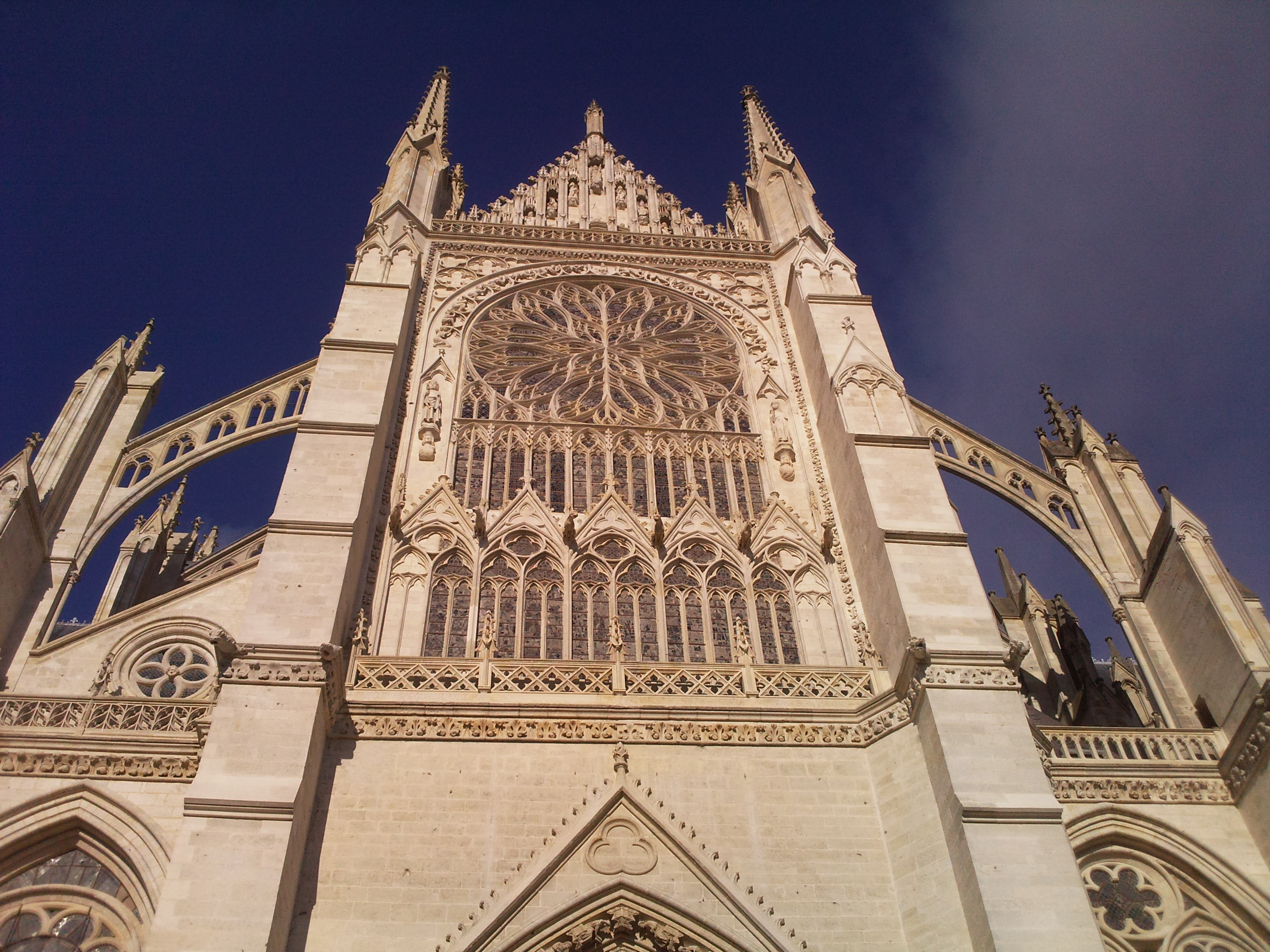
La façade sud de la cathédrale d'Amiens, la plus grande cathédrale de France.
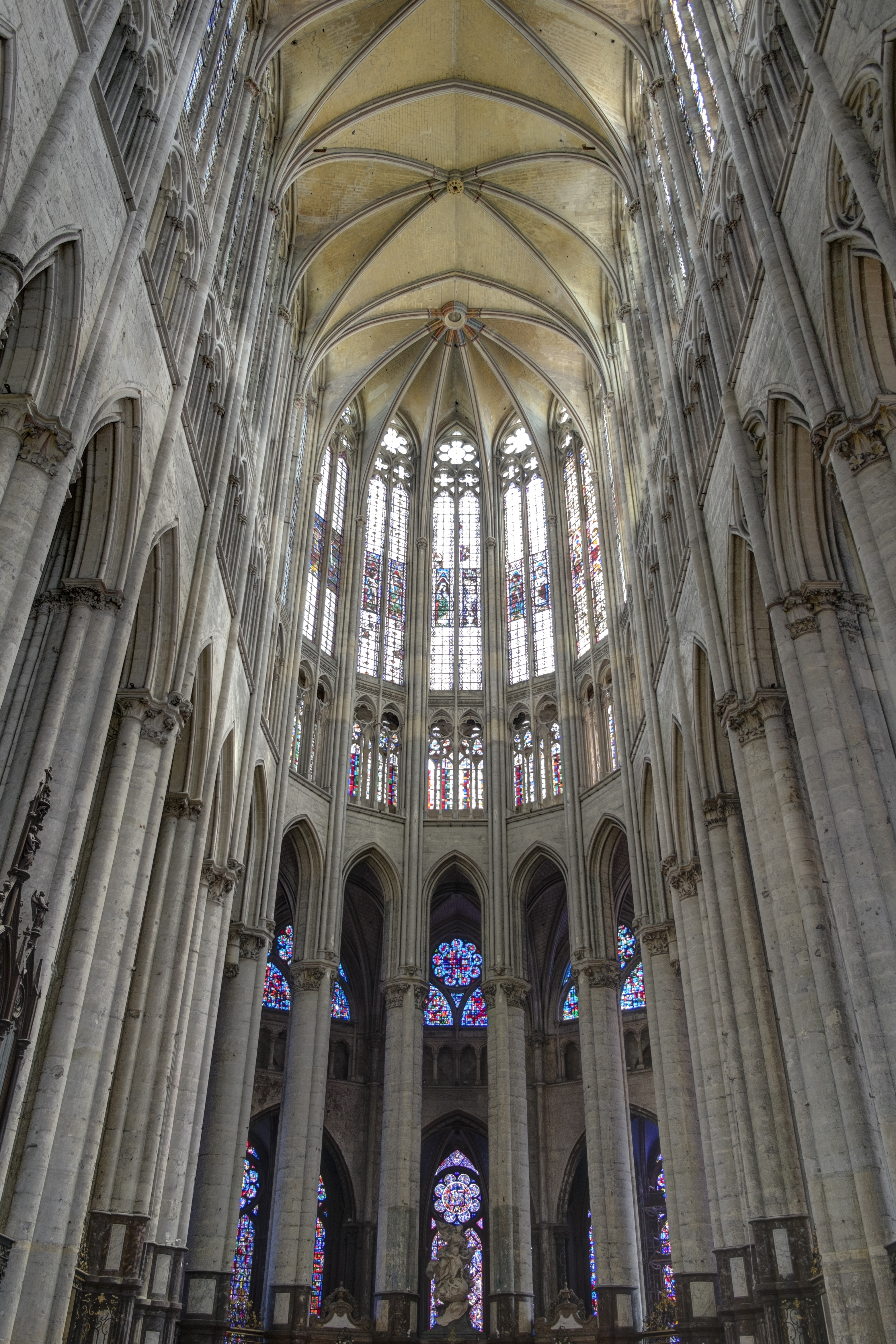
Le chœur de la cathédrale de Beauvais, avec la plus haute voûte d'ogive du monde, entièrement en craie extraite à proximité de la ville.
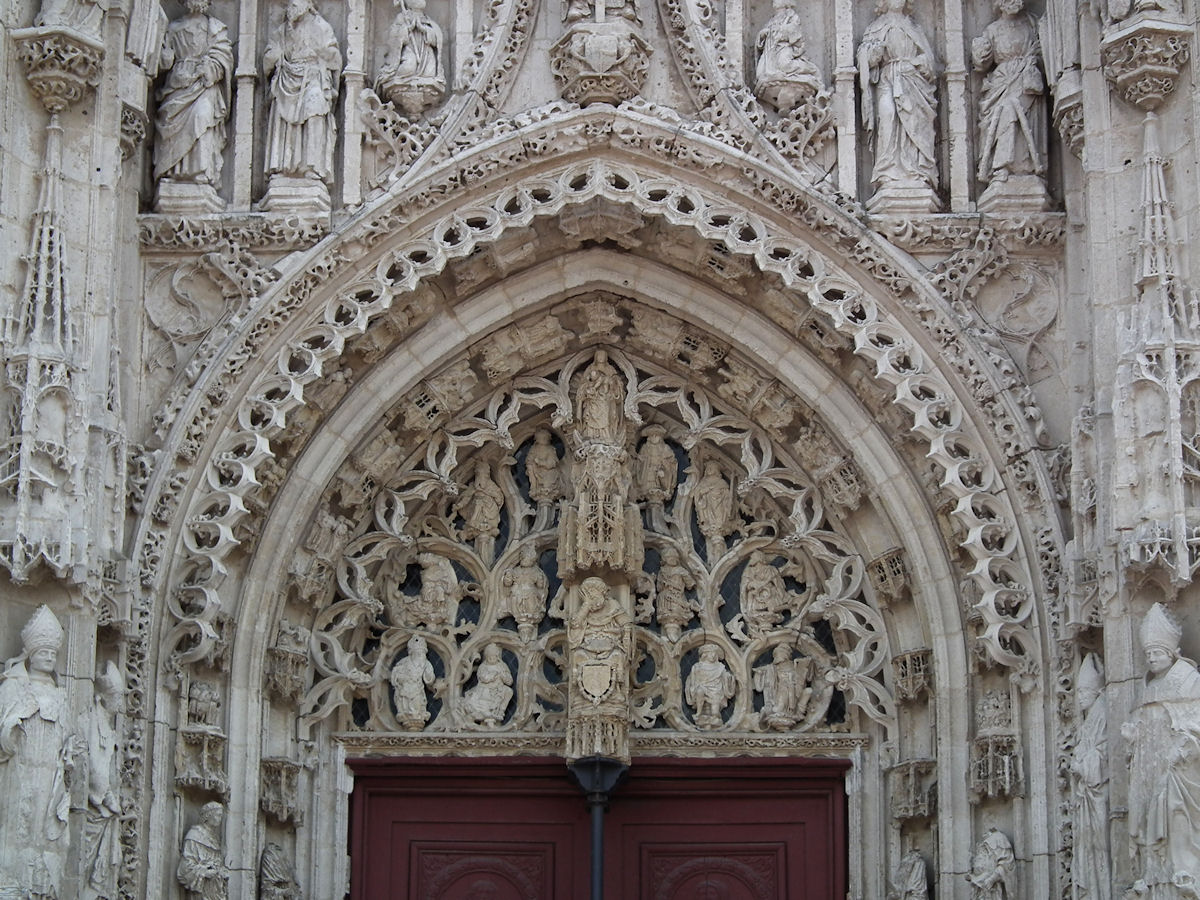
Tympan du portail de l'abbatiale de Saint-Riquier.
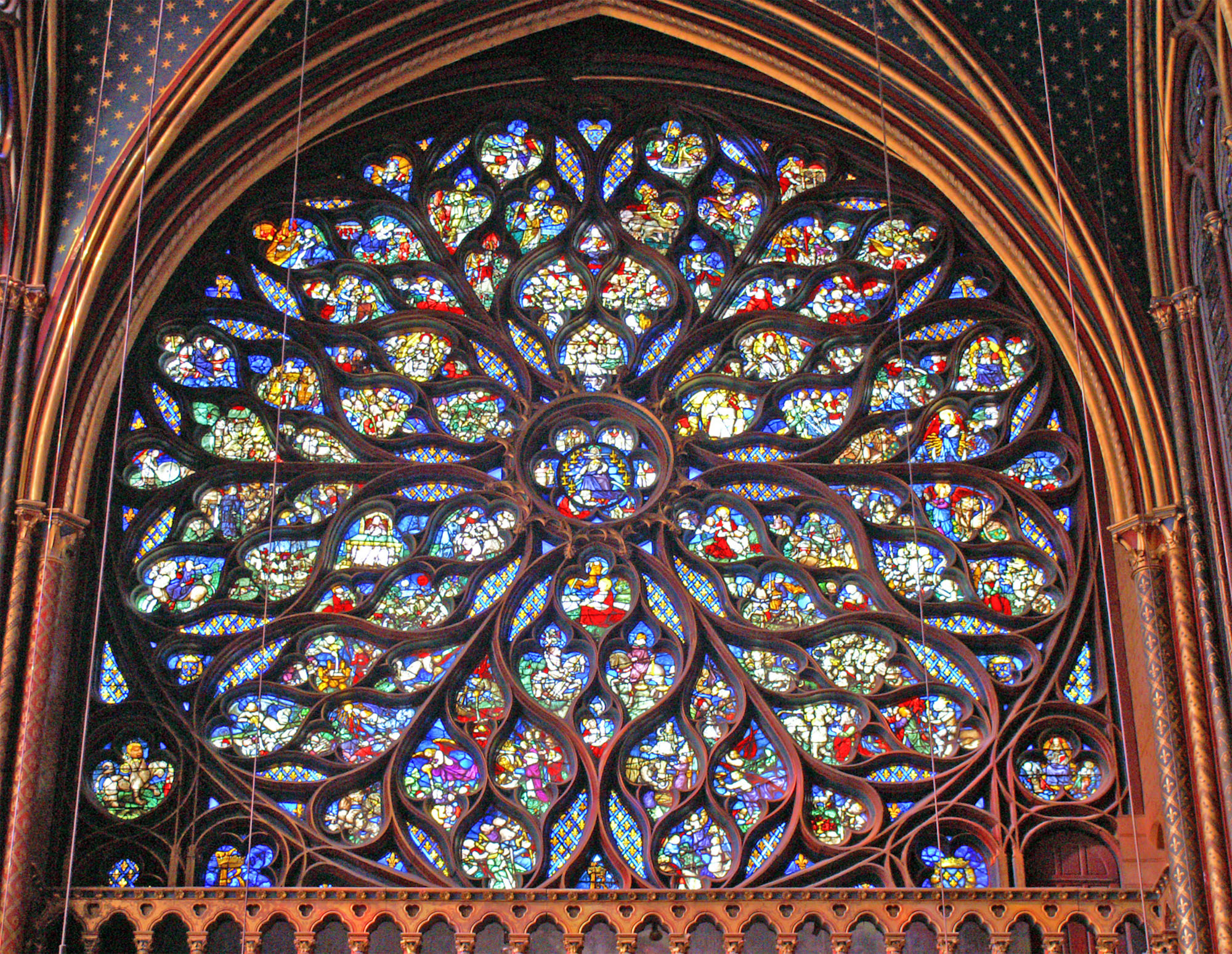
La rosace de la Sainte-Chapelle de Paris a été taillée dans de la pierre de Vernon, réputée pour sa finesse.
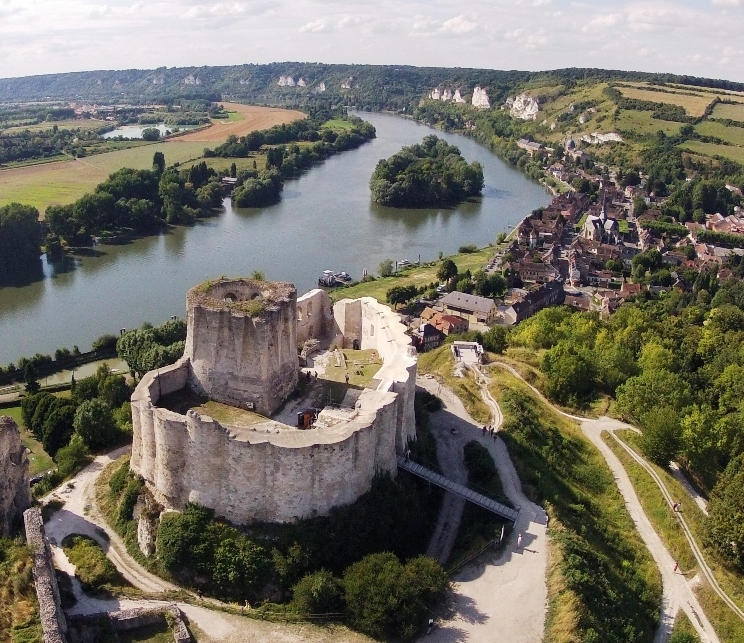
Le Château-Gaillard des Andelys, avec les falaises de craie du val de Seine.
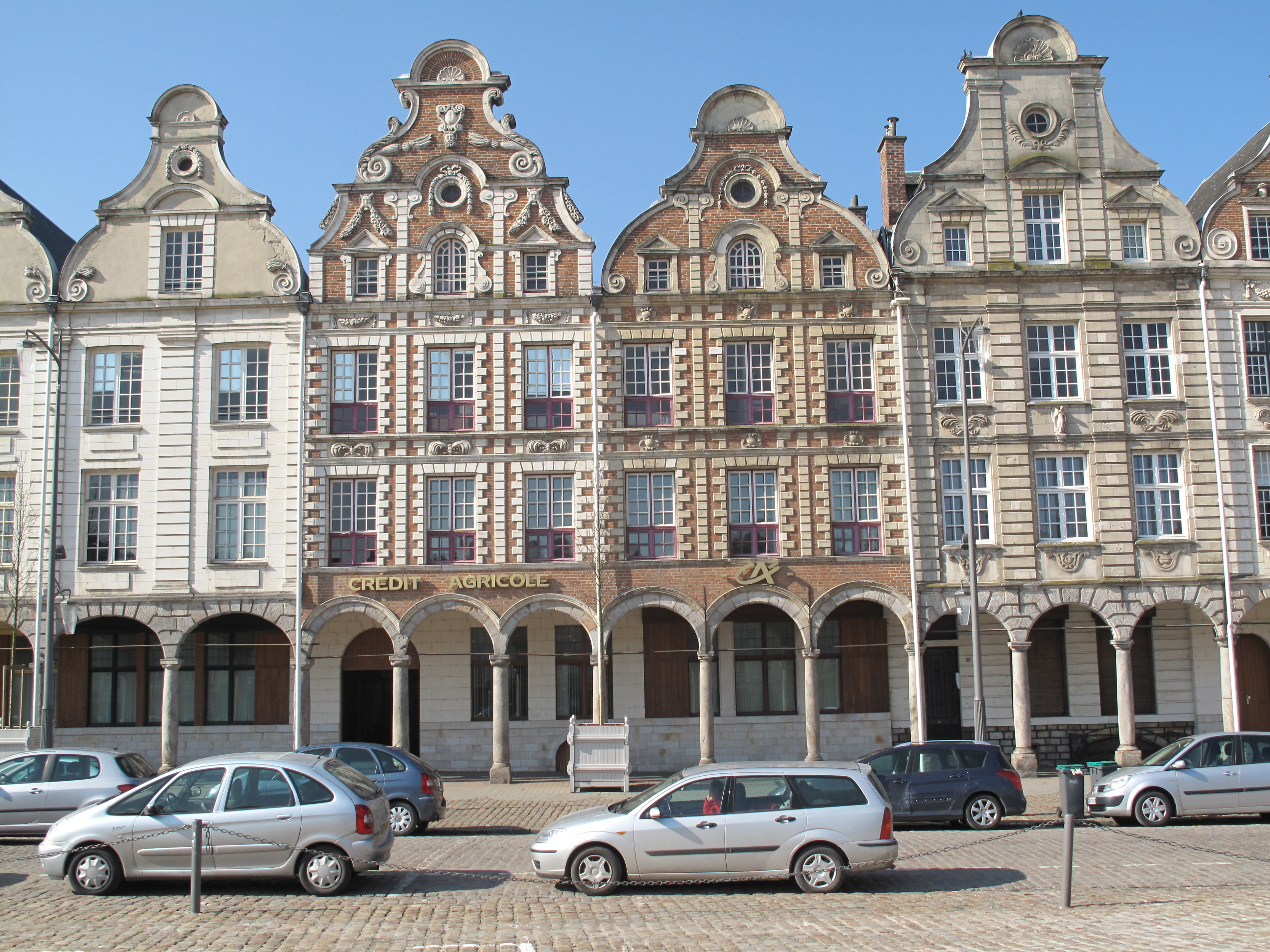
Des façades de la Grand-Place d'Arras, avec un assemblage courant dans la région de craie (ossature et sculptures), grès (soubassements et arcades) et brique (remplissage des murs).
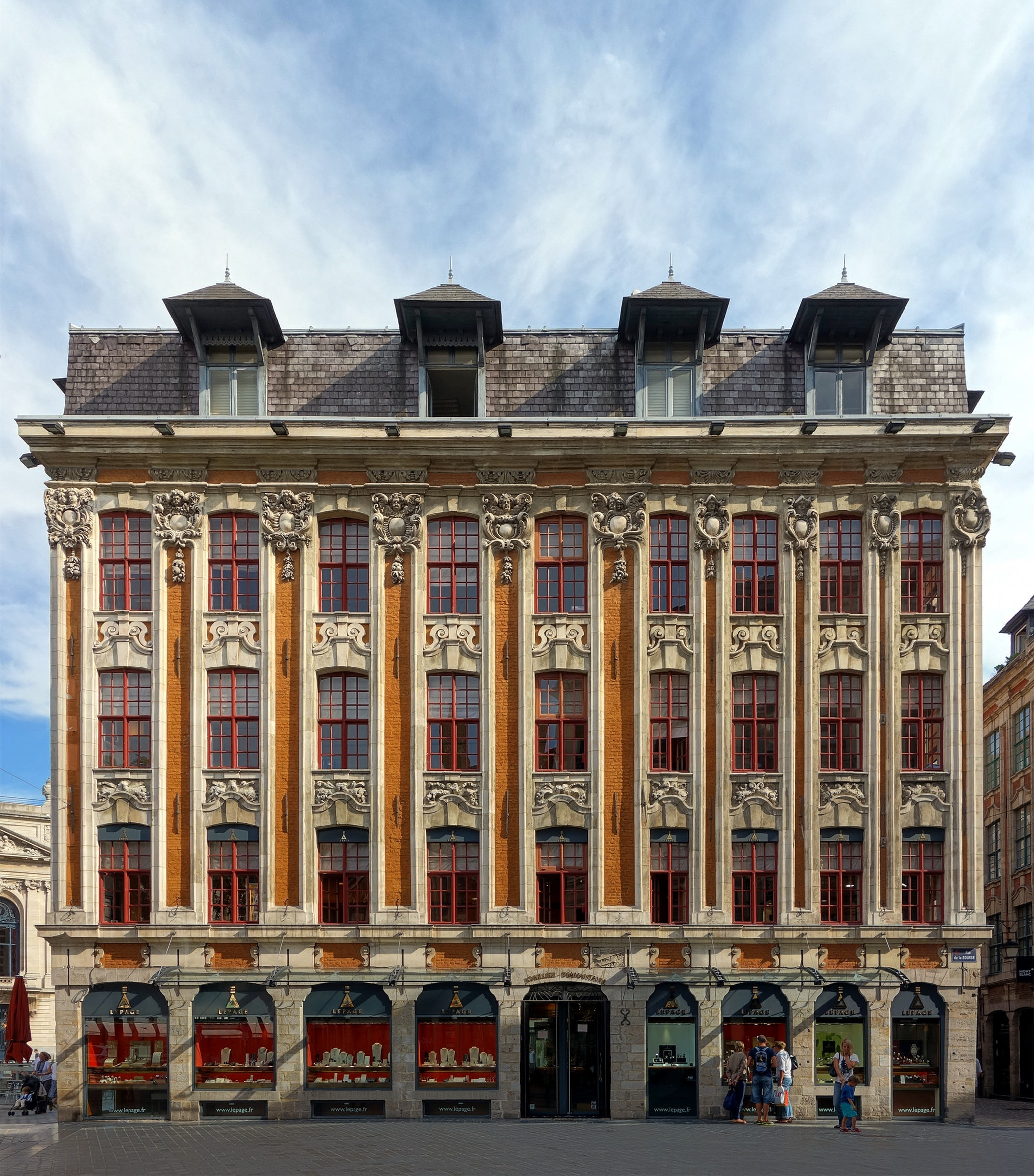
Lille, immeubles bourgeois de style franco-lillois du XVIIe siècle : structure en craie locale sculptée et remplissage en brique, le tout sur une base d'arcades en grès, (peintures non d'origine).
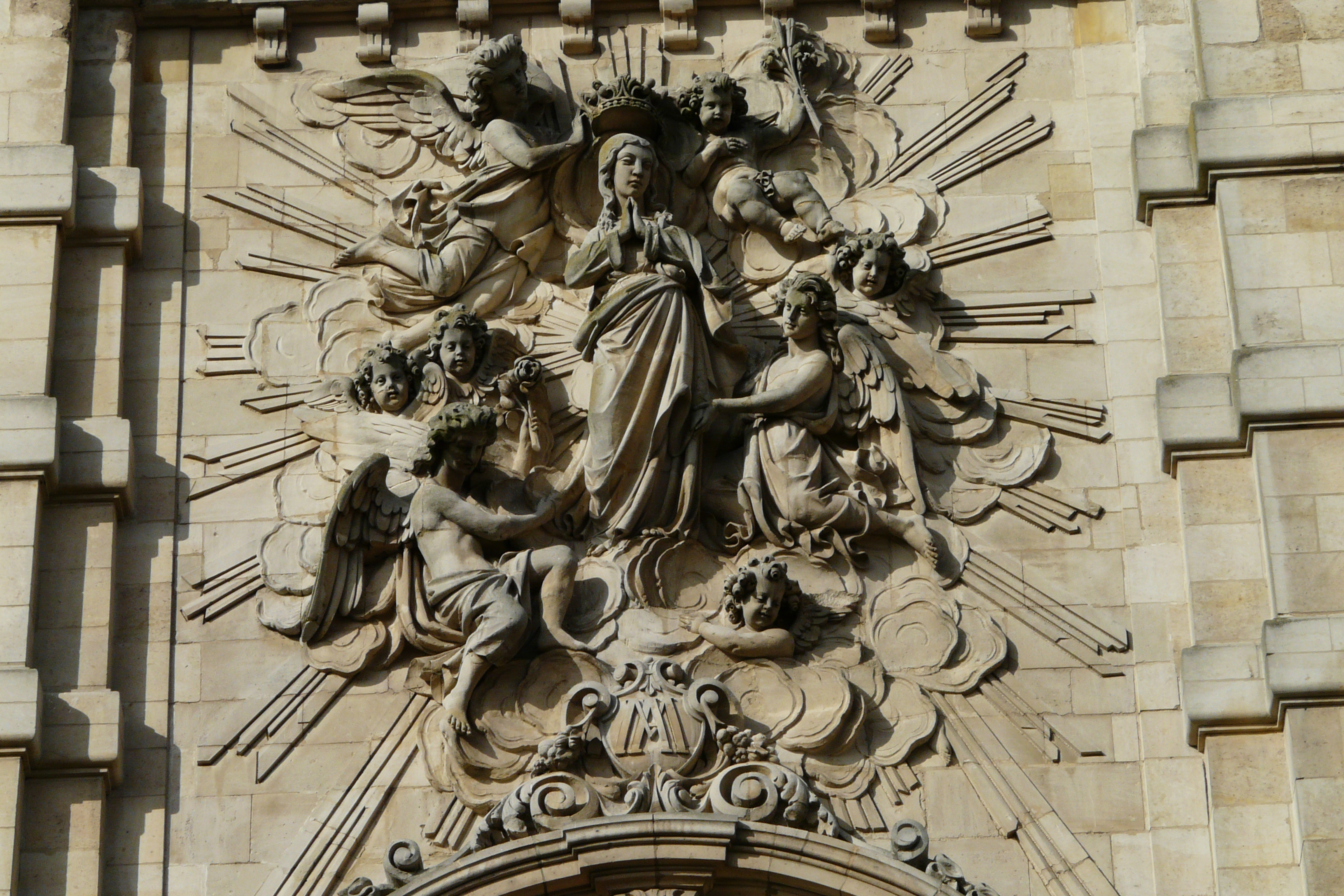
Haut-relief de la façade de la chapelle des Jésuites de Cambrai, XVIIe siècle.
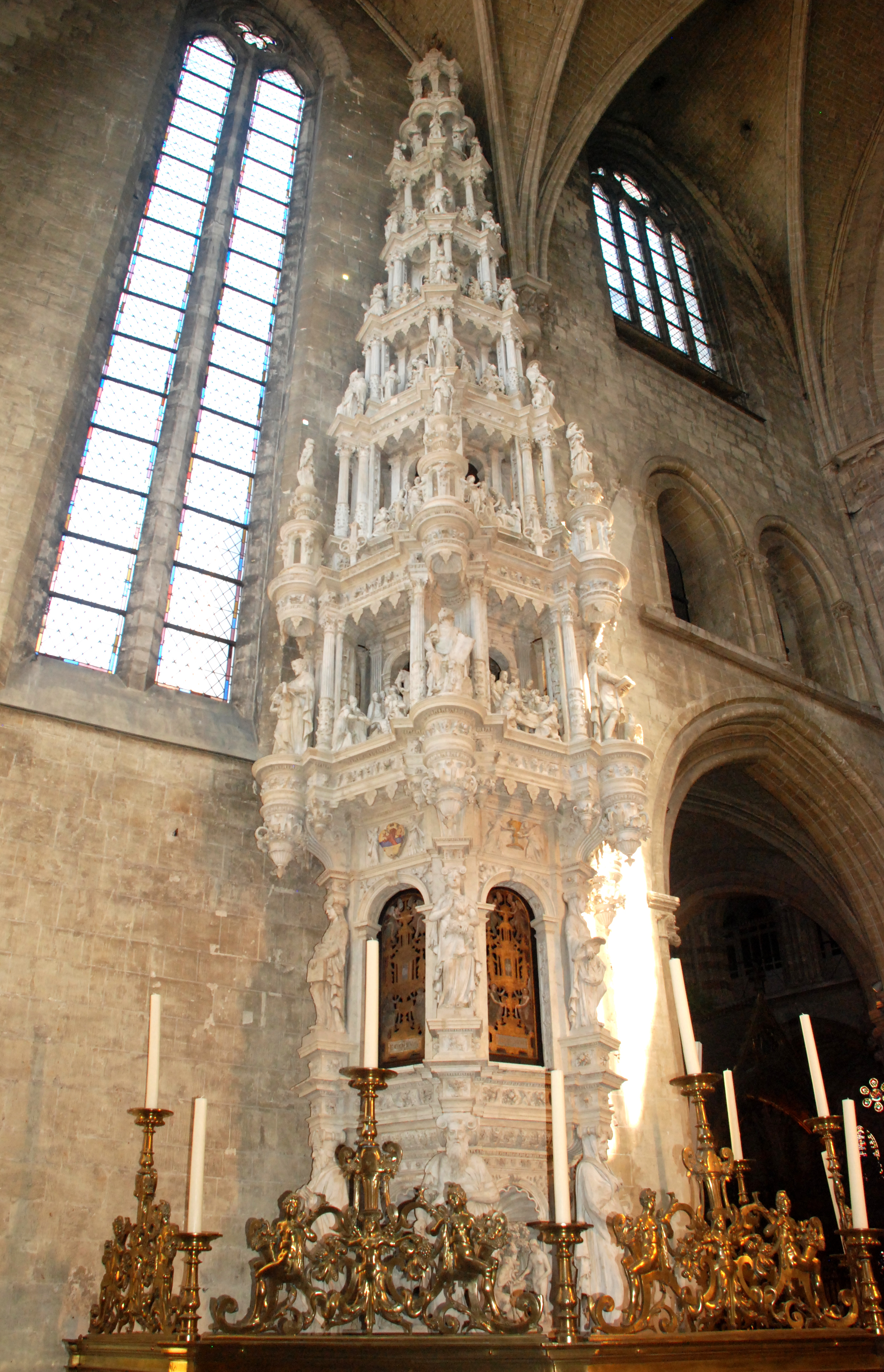
Un exemple de l'utilisation de la craie importée, la "pierre d'Avesnes", dans l'art flamand de la Renaissance, Léau, Belgique.

Dans le bassin de la Loire, dans le sud du Bassin parisien, c'est le tuffeau blanc de la Loire qui fut beaucoup utilisé pour l'architecture. Il s'agit d'une variété de craie, datant également du Crétacé supérieur, qui s'est déposé au sud de la même mer intérieure qu'était le Bassin parisien au Crétacé. Mais à la différence de la craie ordinaire le tuffeau contient du sable et surtout des paillettes de mica blanc. Il présente des qualités de travail et des possibilités assez similaires à celles de la craie du nord de la France. Le tuffeau a été beaucoup utilisé pour la construction des monuments et des villes de ces régions, de Blois jusqu'à Nantes. Les monuments les plus illustratifs sont sans conteste les célèbres châteaux de la Loire, qui sont presque tous en tuffeau, mais aussi l'abbaye de Fontevraud.

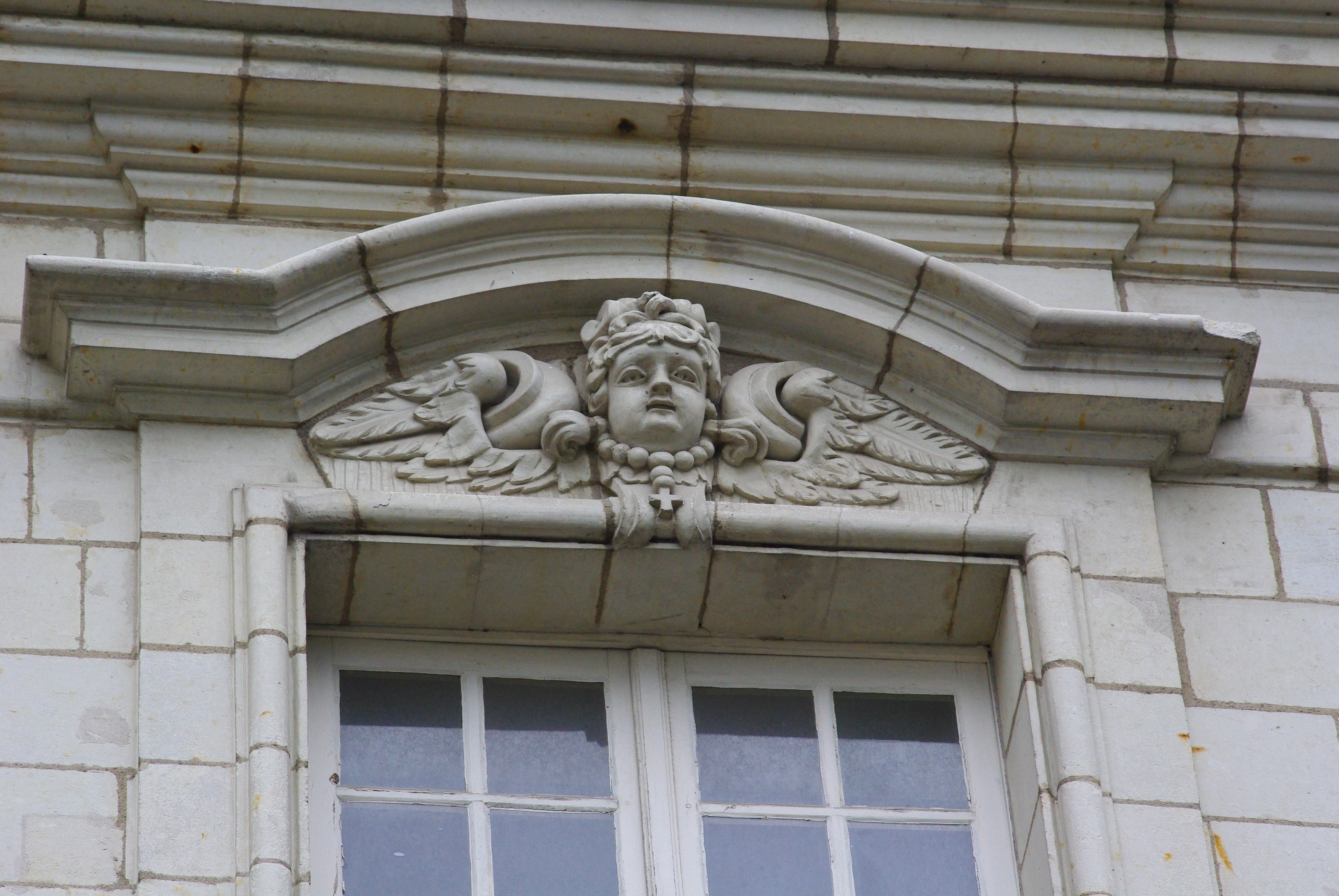
Fenêtre à mascaron sculpté d'un hôtel classique de Saumur.
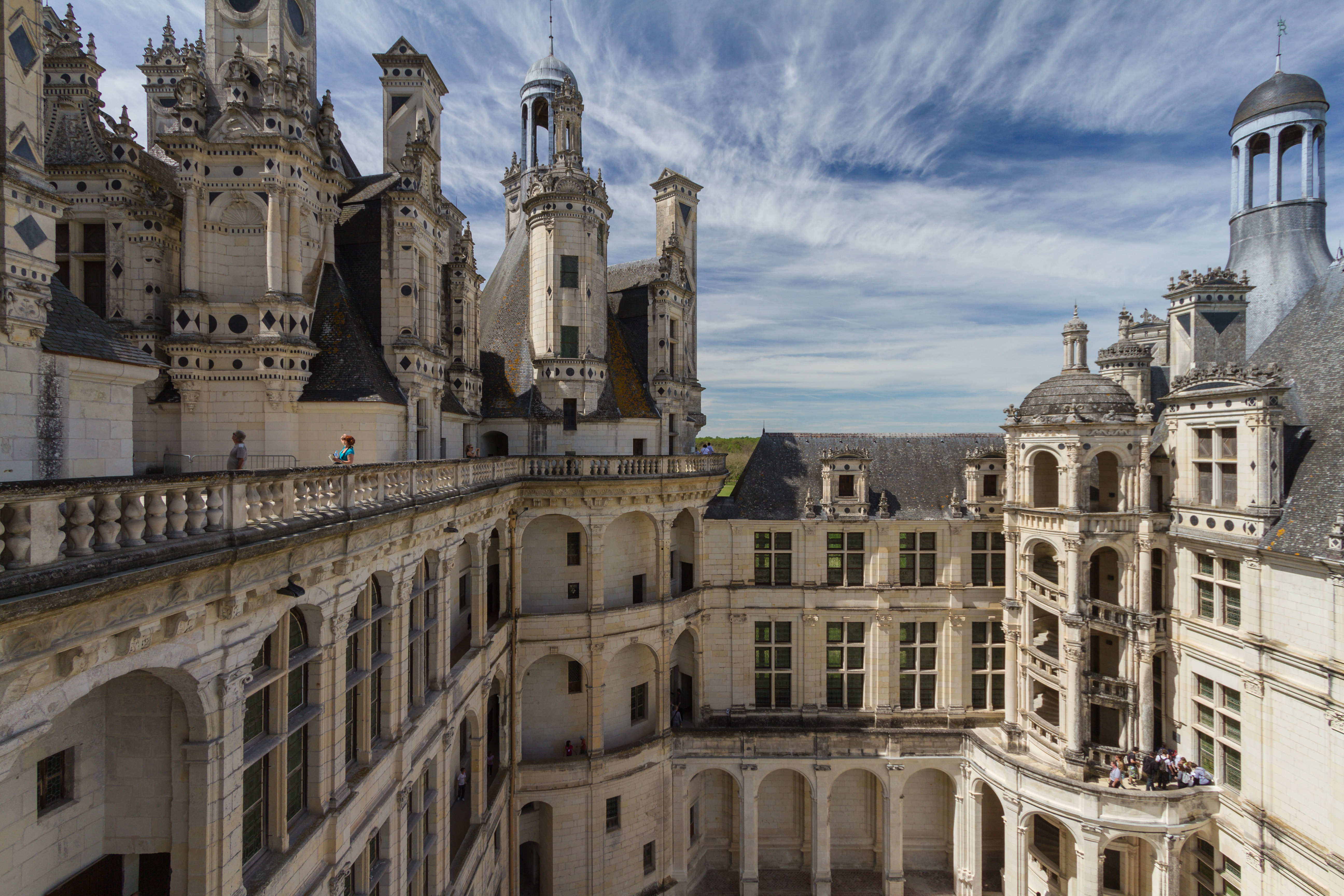
Le château de Chambord, construit en tuffeau de la Loire issu de diverses carrières.
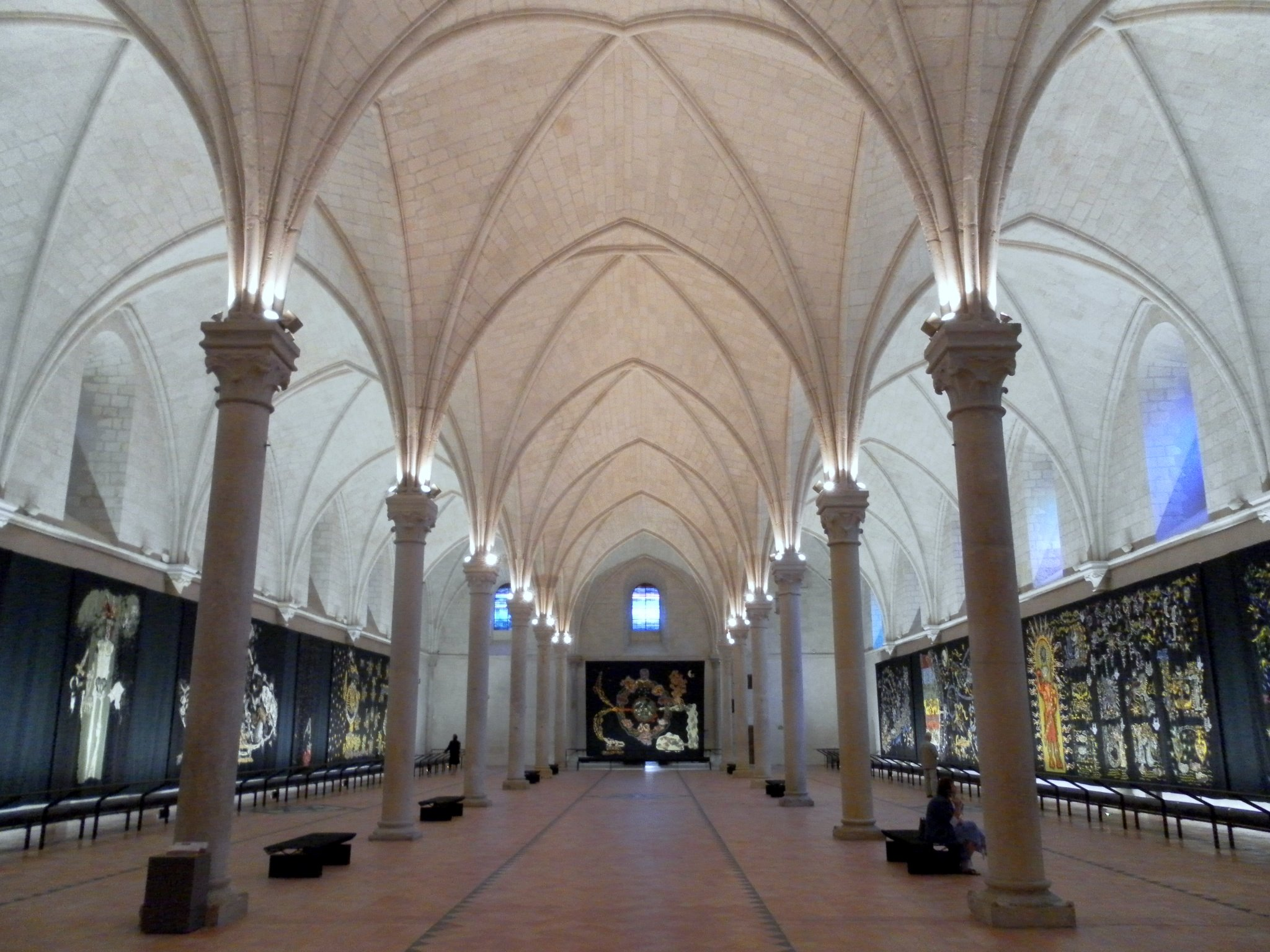
Voute angevine de la salle des malades de l'ancien hôpital Saint-Jean d'Angers, en tuffeau de la Loire.
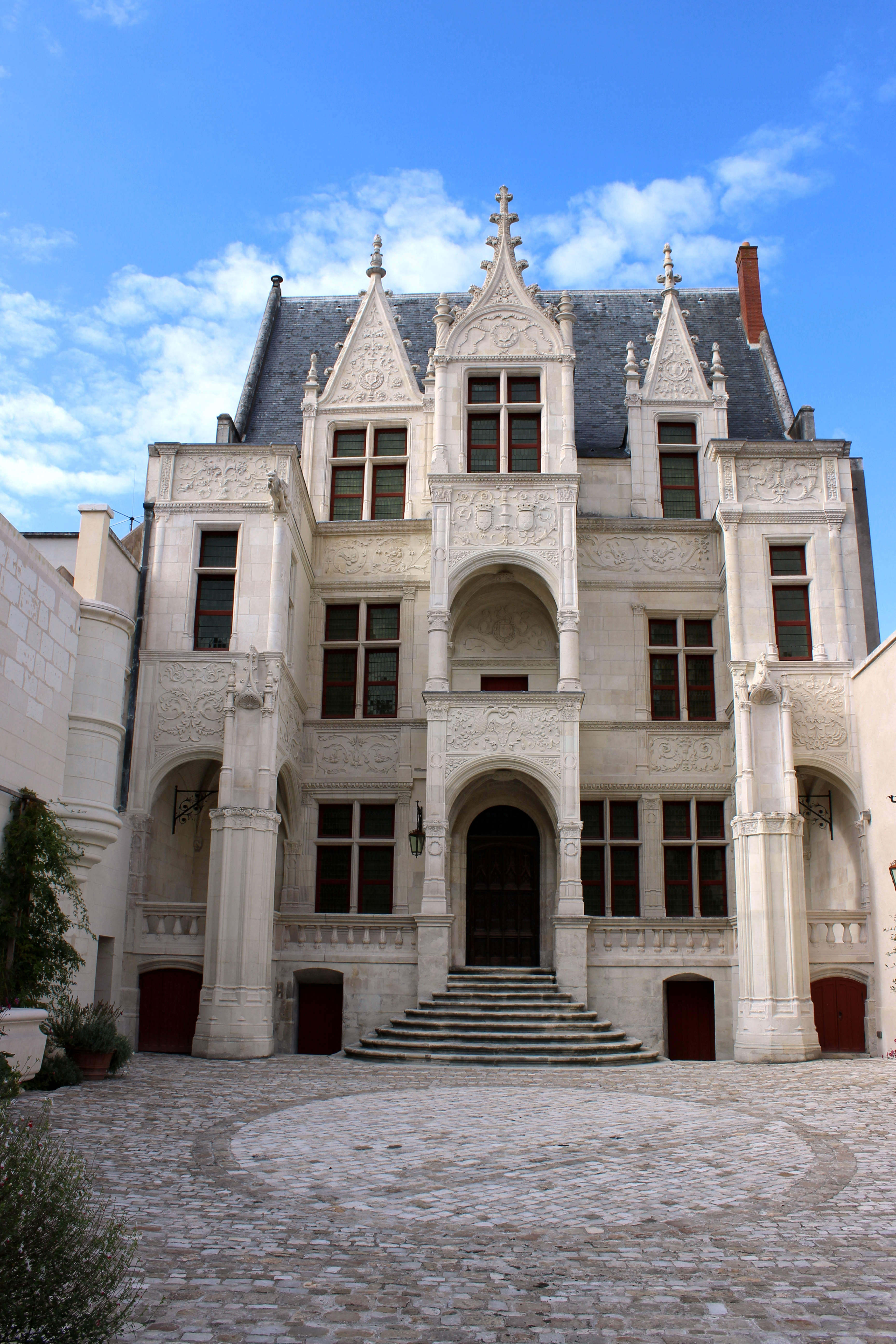
L'hotel Goüin de Tours, XVe siècle, typique de la Renaissance de la Loire.
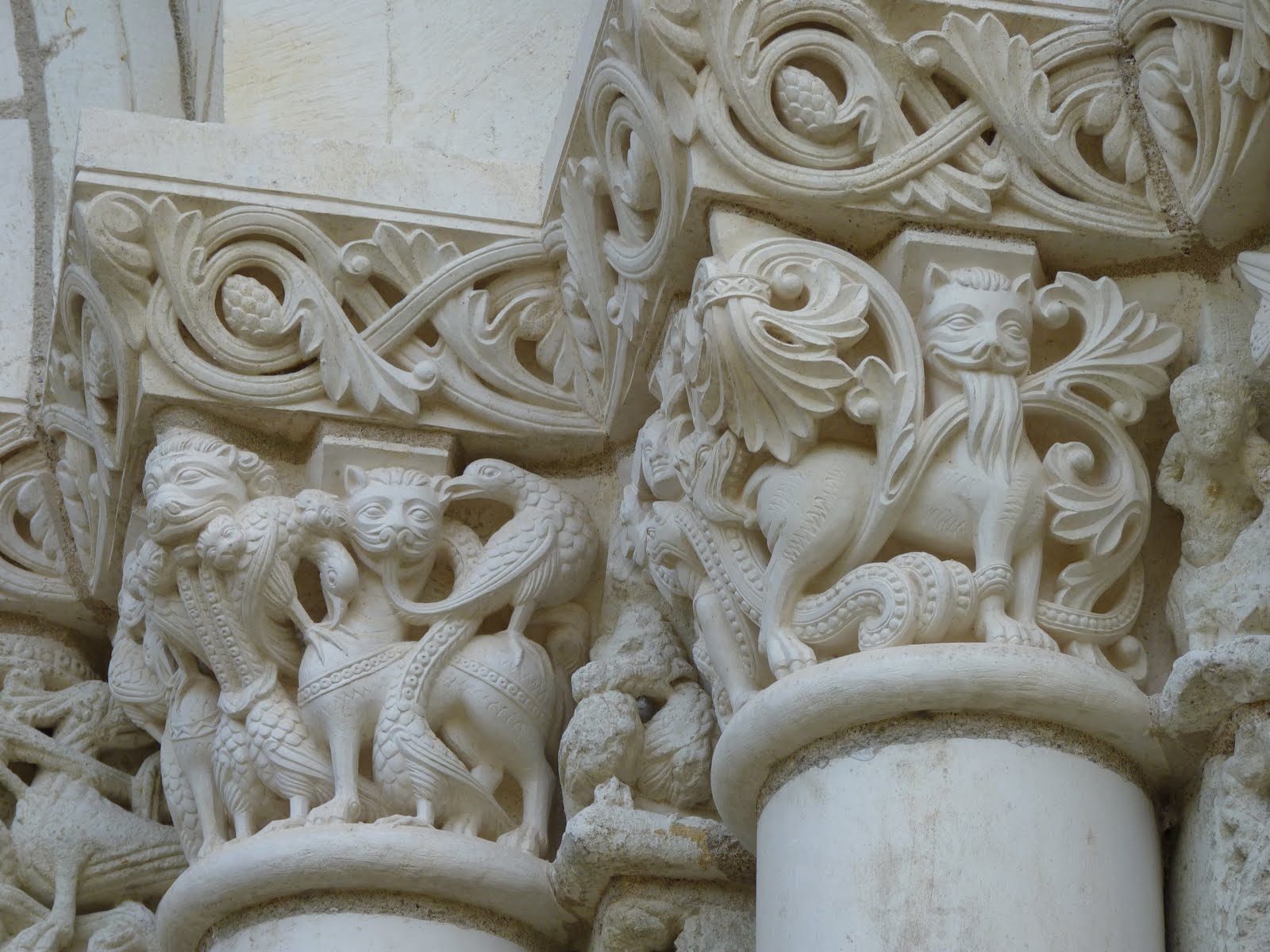
Chapiteaux romans (restaurés) de l'abbaye de Fontevraud.

### Autres utilisations
Comme beaucoup de pierres calcaires, la craie a été intensivement exploitée pour alimenter les fours à chaux, et elle est toujours utilisée pour la fabrication du ciment. La pureté de la craie ou un mélange plus ou moins important d'argile la rend très favorable pour ces utilisations.
La craie et la marne sont aussi un des plus importants amendements agricoles, c'est un apport alcalin pour les champs afin d'améliorer les terres trop acides : c'est la pratique du marnage ou chaulage, qui a permis la conquête et la fertilisation de nombreuses terres cultivables. De plus certains bancs de craie sont phosphatés et servent donc aussi d'engrais.
La craie pure des carrières de Meudon a servi à la fabrication du blanc de Meudon. Elle est aussi utilisée comme matériel de peinture. Plus ou moins grasse ou sèche, elle se présente en bâtonnets ou sous la forme de parallélépipèdes. Elle est généralement appliquée directement sur le papier. Les craies grises sont souvent utilisées pour des esquisses, tandis que les craies colorées permettent un travail assez proche des pastels à l'huile.
Dans le nord de la France et en Belgique les hommes préhistoriques ont creusé la craie pour en retirer de gros nodules de silex noir pour la fabrication des outils taillés caractérisant le Paléolithique mais aussi au Néolithique comme aux minières néolithiques de silex de Spiennes
Et enfin, la craie en tant que roche poreuse abrite la nappe de la craie, l'une des plus grandes nappes phréatiques (aquifère) d'Europe, qui alimente en eau des millions de personnes du nord du Bassin parisien à la Belgique.

## Matériaux ressemblant à de la craie

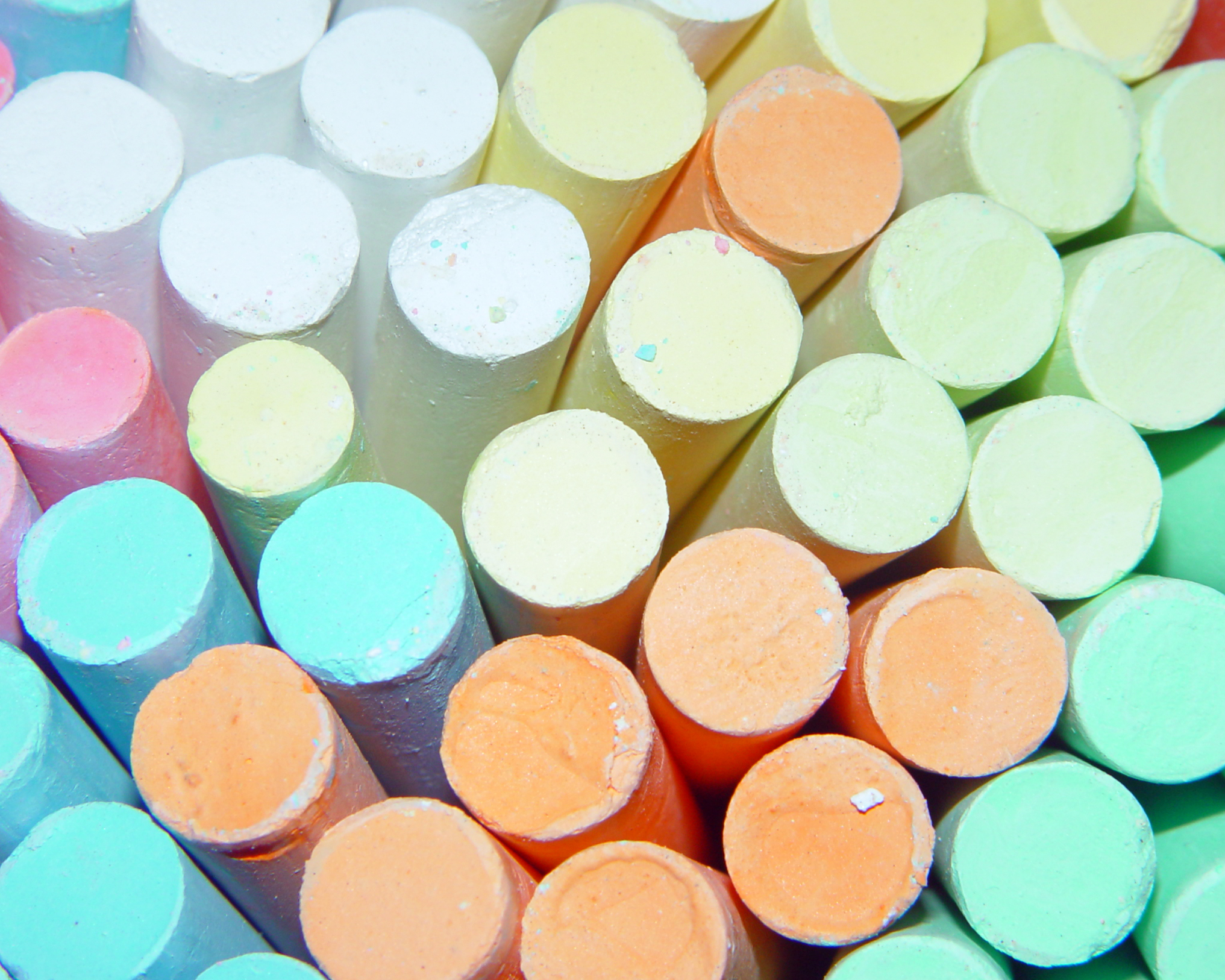
Craies d'école neuves, à base de craie rocheuse, mais aussi de plâtre.
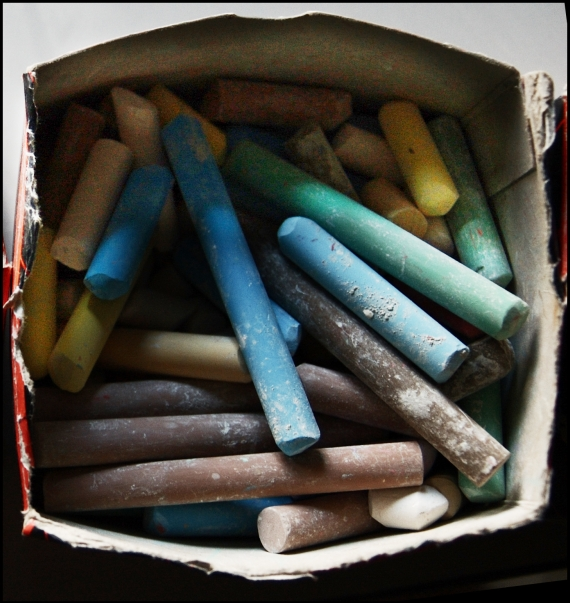
Craie d'école française.
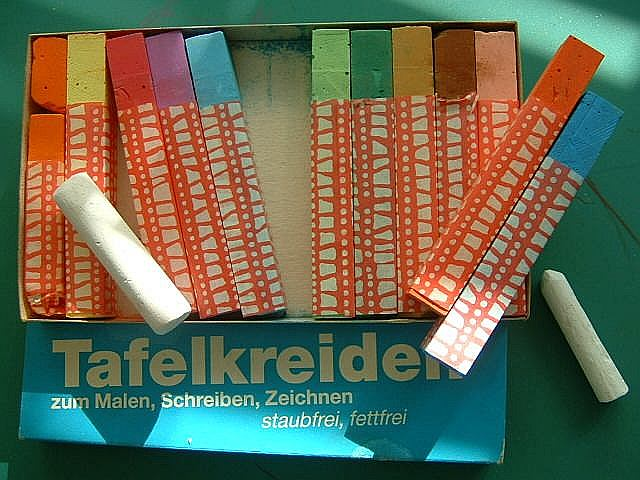
Craie d'école allemande.

La craie a été utilisée sous forme de bâtons pour écrire sur les tableaux noirs des salles de classe dans les écoles. Aujourd'hui, les craies utilisées pour l'enseignement sont faites de plâtre, lui-même réalisé à partir du gypse qui est une roche saline, plus tendre et homogène, additionnée de pigments pour les craies de couleur.
La « craie » des tailleurs est à base de talc.(minéral).
La « craie » employée au billard est une poudre composée d’abrasifs très durs et ne contient pas de calcaire. Elle est utilisée pour empêcher le glissement de l'extrémité de la queue sur la boule frappée, permettant ainsi de lui donner des effets.